# Пиетро Аретино
Пиетро Аретино (на италиански: Pietro Aretino) (20 април 1492, Арецо – 21 октомври 1556, Венеция) е италиански писател и публицист, сатирик, есеист и драматург, един от водещите италиански автори на своето време.
Наричан е „Божествения Пиетро Аретино“. Смятан за родоначалник на журналистиката. Кореспонденцията му включва 3300 писма, съдържащи много данни за епохата, в която е живял.

## Биография

### Произход и младежки години
Името на баща му не е достигнало до нас, но според някои източници се е казвал Лука. Пиетро е роден в Арецо в семейството на обущар (според други източници той е извънбрачно дете). Нарича се Аретино (тоест „аретинец“) по родния си град, а занапред никога не афишира нисшия си произход.
Така и не получава образование. Напуска дома си на 14 години и се скита, опитвайки много професии. Според някои източници е бил изгонен от Арецо за язвителен сонет, който написва срещу търговията с индулгенции - въпреки че тези сведения противоречат на това, което се знае за възрастта му. След това Аретино заминава за Перуджа, за да се обучава за книговезец. Известно време учи в университета там, но е изключен за свободомислие. Според някои сведения той учи рисуване и е изгонен, когато изобразява Дева Мария с лютня в ръце. Най-вероятно прекарва в Перуджа около 10 години, като там усвоява базов латински език.

### Римски период
От Перуджа се премества в Рим през 1517 г. Там той започва кариерата си в дома на най-богатия римски банкер – Агостино Киджи.
Неговата сатира „Заветът на слона“, написана след смъртта на любимия бял слон на някакъв понтифик на име Гано, е изпълнена с язвителни шеги за папския клир и става толкова популярна, че привлича вниманието на Лъв X, който започва да покровителства сатирика. Аретино се прочува благодарение на редица остроумни „пасквинати“, които се подиграват на един или друг от придворните на папата. Жанровото название „пасквинати“ идва от това, че текстовете им били окачвани върху статуята на Пасквин в Рим, близо до площад „Навона“. По това време той си осигурява покровителството на кардинал Джулио де Медичи.
При новия папа Адриан VI (бивш наставник на император Карл V, син на майстор на лодки от Утрехт - неравен на италианските аристократи), поради „пасквинатите“ и неговата енергична дейност срещу спечелилия кандидат на предишния конклав, той е принуден да се укрива в Мантуа: „след смъртта на Киджи и Лъв X Аретино трябваше да избяга от Рим, защото новият папа Адриан VI, наранен от римите му, докато траеше конклавът, искаше да се разправи с него сериозно“. В Мантуа той се ползва с покровителството на херцог Федерико II Гондзага. Кардинал Джулио де Медичи го изпраща при свой роднина и Аретино постъпва на служба при кондотиера Джовани дале Банде Нере.
Година след като кардинал Джулио де Медичи се превръща в следващия папа, Климент VII, през 1523 г., Аретино се завръща в Рим. След скандала, свързан с издаването на „Сладострастни сонети“ („Sonetti lussuriosi“, 1525), които са поетични надписи към порнографските рисунки на Джулио Романо, той отново напуска Вечния град. Освен това е заплашен с убийство (и дори получава рана от кама през юли 1525 г.) от една от жертвите на перото му, епископ Джовани Джиберти, папски датарий. „Опитът за покушение не беше напълно успешен. Аретино избяга, тежко ранен. Не беше трудно да се посочи виновникът. Рим го посочи с пръст. Аретино поиска от Климент да накаже нападателя и неговия подбудител, но папата не се реши. Затаявайки желанието си за мъст, Аретино напусна Рим“.
Започва да скита из Северна Италия в служба на различни благородници, като първо се завръща при Джовани деле Банде Нере. След известно време Джовани умира в ръцете на Аретино от рана, получена в схватка с ландскнехтите на Георг фон Фрундсберг при Говерноло през ноември 1526 г. Тогава Аретино се обръща към стария си покровител в Мантуа, маркиз Федериго Гондзага. Но папа Климент, когото той продължава да преследва със сатиричните си сонети и „предсказания“, заплашва, че ще му изпрати втори убиец, а Гонзага се опасява от усложнения с Рим.

### Венециански период
През март 1527 г. Аретино се установява във Венеция, най-антипапския град в Италия и, както по-късно отбелязва с удоволствие, „мястото на всички пороци“. Венеция в този момент все още е република, няма суверен (и съответно придворни), животът там е безгрижен, а в тази епоха Венеция е и център на книгопечатането в Европа.
Във Венеция започва основният период в творчеството и разцветът на славата на Аретино. Той става изключително популярен в Италия със своето остроумие и сарказъм. Суверените, стремейки се да спечелят благоволението му и страхувайки се от острия му език, му изпращат парични подаръци и отпускат пенсии. В отговор той предоставя перото си на техните услуги и ги снабдява с информация. Любопитно е, че Аретино успява да привлече много владетели в тази система за осигуряване на собственото си благосъстояние, която може да се нарече и изнудване.
През 1530 г. дожът Андреа Грити постига известен мир между Аретино и епископ Джиберти. Епископът на Виченца го помирява с Климент VII и го препоръчва на император Карл V, който дарява писателя с богати дарове и му определя постоянна заплата. Аретино започва изобилно да се ползва с покровителството на суверените, като не забравя да ги сменя от време на време, изцяло в съответствие с прякора си „бичът на суверените“. Освен Козимо де Медичи и императора той е покровителстван и от херцога на Урбино, принца на Салерно, маркиза Дел Вазо. Дори султан Сюлейман, мавританският пират Хаир ад-Дин Барбароса, швабската търговска фамилия Фугери от Германия и много други влиятелни хора от онова време също му изпращат подаръци.
Аретино получава щедри подаръци, като същевременно напълно безсрамно търгува със своите панегирици и епиграми, заради което Тициан го нарича „кондотиер в литературата“. Писанията и писмата, написани от Аретино, се разпространяват масово и оказват силно влияние върху общественото мнение.
Якоб Буркхарт, който не харесва кой знае колко Аретино, пише за него следното: „той държи всички известни хора на Италия сякаш в обсадно състояние; при него пристигат подаръци от чужди владетели, които се нуждаят от него или се страхуват от перото му. Карл V и Франсоа I му плащат по едно и също време пенсия, тъй като всеки от тях се надява, че Аретино ще напада другия; Аретино ласкае и двамата, но е склонен да застане по-скоро на страната на Карл, тъй като по това време той е реалният господар на Италия. След победата на Карл V над Тунис (1535 г.) приятелският тон се превръща в нелепо обожание; факт е, че Аретино не спира да се надява, че с помощта на Карл ще стане кардинал. По всяка вероятност той се е ползвал със специално покровителство и като папски агент, тъй като чрез неговите изявления или пропуски е било възможно да се окаже натиск върху дребните владетели на Италия и върху общественото мнение.“ Херцог Козимо де Медичи ежегодно, въпреки пословичната си пестеливост, му плаща определена сума, доста висока, тъй като се страхува от влиянието на Аретино като агент на Карл V.
Много владетели го канят да живее при тях, но Аретино предпочита да не напуска Венеция: „Докато пътуват из венецианските територии, Аретино стои редом до императора, разсейва го, разсмива го, така че Карл го кани със себе си във Виена. Малко преди да стигнат до границата, Аретино изчезва в тълпата и така и не успяват да го намерят“. При себе си го канят турският султан и Козимо де Медичи, а папа Юлий III го вика в Рим, за да го дари с кардиналска шапка, както гласи мълвата. Но Аретино се връща без нея, гордо обявявайки, че сам я е отказал. Папа Климент го прави рицар хоспиталиер, а след него папа Юлий III го прави рицар на ордена на Св. Петър. Когато Карл V предлага да го издигне до благороднически сан, той наистина отхвърля тази чест, но поради задълженията, свързани с нея и изисквания доход (Тициан от своя страна приема графска титла от Карл).

### Смърт
Умира във Венеция на 21 октомври 1556 г., вероятно от инсулт. Според някои източници причината за смъртта е твърде много смях: по време на някакъв празник Аретино вижда маймуна, обула ботуши, спъваща се, падаща и ставаща; тази гледка го кара да се тресе от смях, докато в гърдите му не се къса вена, която причинява неудържимо вътрешно кървене. Документите казват, че е бил погребан в църквата „Сан Лука“ във Венеция, но предвид потока пристигащи, за да видят гробницата, в неопределен период между XVIII и XIX век надгробната плоча е премахната и костите вероятно са заровени в малката градинка в съседство с храма. 

## Основни творби

### Комедии
- Farza
- La cortigiana („Придворният живот“) – 1534 г.
- Il marescalco („Ковачът“) – 1533 г.[7]
- La talanta – 1542 г.
- Lo ipocrito („Лицемерът“) – 1542 г.
- Il filosofo („Философът“) – 1546 г.

### Трагедии
- Orazia („Хораций“) – 1546 г.

### Поеми
- Marfisa (1535)
- Delle lagrime di Angelica (1538)
- Orlandino (1540)
- Astolfeida (1547)

### Други творби
- Sonetti lussuriosi („Сладострастни сонети“) – 1525 г.
- Dubbi amorosi („Любовни съмнения“)
- Lettere („Писма“)
- Ragionamento della Nanna e della Antonia fatto a Roma sotto una ficaia (1534)
- L'umanità di Cristo (1535)
- Dialogo nel quale la Nanna insegna alla Pippa sua figliola (1536)
- Ragionamento delle corti („Придворни разсъждения“) (1538)
- Vita di Maria Vergine (1539)
- La vita di santa Caterina vergine e martire (1540)
- Le carte parlanti (1543)
- La vita di san Tommaso beato (1543)

## Пиетро Аретино в популярната култура
В романа „Просто шеметен фарс“ („A Farce to Be Reckoned With“), трети от поредицата „Аззи“ („Millennial Contest“) на Роджър Зелазни и Робърт Шекли, Пиетро Аретино е автор на пиеса, поръчана му от демона Аззи.

## За него
- G. M. Mazzuchelli, La vita di Pietro Aretino, Padova, 1741
- V. Rossi, Pasquinate di Pietro Aretino, Palermo, 1891
- Дживелегов А. К. Очерки итальянского Возрождения. Кастильоне. Аретино. Челлини. Москва, 1929
- Cleugh J., The divine Aretino. Pietro of Arezzo, 1492—1556: A biography, London, 1965
- Баткин Л. М. Пьетро Аретино как религиозный писатель. Москва, 2005
- Баткин Л. М. Пьетро Аретино и конец Итальянского Возрождения. Москва, 2005. ISBN 5-7281-0829-6